# Garancs
A Garancs egy alacsonyabb kiemelkedés a Pilis Pest vármegyei részén, a Hosszú-hegy tömbjének délkeleti végén. Közigazgatásilag Csobánka területéhez tartozik, de a pilisvörösváriak is a magukénak tartják, régebben nagyon sok pilisvörösvári gazdának voltak földjei, szőlőterületei a hegy déli lejtőjén.

## Fekvése
A pilisi hegylánc fő tömegében található, mint a Hosszú-hegy északnyugat-délkelet irányban elnyúló hegytömbjének kicsit délebbre elhelyezkedő előhegye, a fő gerinctől ugyancsak kicsit délebbre található Ziribár-hegy alacsonyabb folytatása délkelet felé. Legmagasabb pontja 289 méter.

## Vízrajza
A déli-nyugati lejtőire hulló csapadékvizeket a Határ-réti-árok vezeti el, míg az északi-keleti lejtőiről az esővíz egy többé-kevésbé lefolyástalan völgybe folyik. Délkeleti lejtőjén egy kisebb, névtelen forrás is fakad.

## Élővilága

### Növényzete
A Hosszú-hegy tömbjének többi magaslatával ellentétben a Garancs nincs beerdősülve, inkább csak bokros foltok váltakoznak a hegy oldalában felhagyott vagy akár jelenleg is művelt szőlős-gyümölcsös ültetvényekkel.

### Állatvilága
A hegy térségében főként a közép-európai középhegységi-dombvidéki fauna fajai figyelhetők meg, amelyekhez a környék kis számú vízi élőhelyei miatt kisebb mértékben vízkedvelő, a nádasokra jellemző fajok is társulnak. A magyarországi poszátafajok mindegyike előfordul a környéken, érdekesebb, bizonyított előfordulású fajok még a térség faunájában többek között a füleskuvik, a búbos banka és a nagy sárszalonka; a hegy fölötti légtérben bármikor előfordulhatnak a Pilisben fészkelő ragadozómadarak és a hollók is.

## Turizmus
A Garancsot a jelzett turistautak jobbára elkerülik, de a Solymári-völgyre nyíló panorámája, illetve a hegytől délkeletre található lovarda miatt néhány jelzetlen turistaösvény, illetve lovastúra-útvonal is érinti. A hegyet a legegyszerűbben a Pilisvörösvárt Csobánkával összekötő országút felől lehet megközelíteni, onnan, ahol az országút két, közel 90 fokos, éles kanyar között keresztezi a Határ-réti-patakot.

## Nevének eredete
Nevének eredete nem tisztázott; a hegynek nincs köze a néhány kilométerrel arrébb, Piliscsaba és Tinnye között elterülő Garancsi-tóhoz.

## Kultúrtörténete
A pilisvörösvári gazdák körében egy időben presztízskérdésnek számított, hogy kinek van a Garancson szőlőbirtoka, úgy tartották, hogy akinek nincs, az nem fogja tudni férjhez adni a lányát.
1987-ben a Magyar Madártani és Természetvédelmi Egyesület, illetve annak 1. számú Budapesti Helyi Csoportja a Garancs lábánál, a Határ-réti-árok völgyében és a hegy lankáin szervezte meg a minden évben megtartott, kora tavasztól késő őszig tartó, Actio Hungarica elnevezésű madárgyűrűző táborsorozatának az évi etapját.